# Єгипетські піраміди
Єгипетські піраміди — найбільша архітектурна пам'ятка Стародавнього Єгипту, одне з семи чудес світу. Піраміди — це величезні кам'яні споруди пірамідальної, ступінчатої чи баштоподібної форми, збудовані як гробниці для фараонів Стародавнього Єгипту. Всього в Єгипті знайдено 118 пірамід (на 2008 рік). За іншими даними кількість пірамід, що збереглися, сягає 238
Єгипетські піраміди-гробниці фараонів розташовані серед пісків мертвої Лівійської пустелі до Фаюмської оази. Найвідомішими є три Великі Піраміди поблизу Гізи, на західному березі Нілу, неподалік від Каїру.

## Найбільші піраміди
| Фараон          | Датування            | Місцезнаходження | Розмір             | Примітки                |
| --------------- | -------------------- | ---------------- | ------------------ | ----------------------- |
| Хуфу (Хеопса)   | ~ 2589—2566 до н. е. | Гіза             | 230 м, h=146 м     | Хеопса, Велика Піраміда |
| Хафра (Хафрена) | ~ 2558—2532 до н. е. | Гіза             | 210 м, h=143 м     |                         |
| Джосер          | ~ 2630—2612 до н. е. | Саккара          | 121 × 109 м h=62 м | «Ступінчата»            |
| Снофру          | ~ 2612—2589 до н. е. |                  | 219 м h= 105 м     | «Рожева»                |
| Снофру          | ~ 2612—2589 до н. е. |                  | 189 м h= 105 м     | «Ламана»                |
| Снофру          | ~ 2612—2589 до н. е. | Мейдум           | 144 м h= 94 м      | «Ламана»                |

## Ранні піраміди та масштаби
Попередниками пірамід були так звані «мастаби», поховальні будинки, що складались із підземної поховальної камери і прямокутної кам'яної споруди над поверхнею землі.

## Великі піраміди

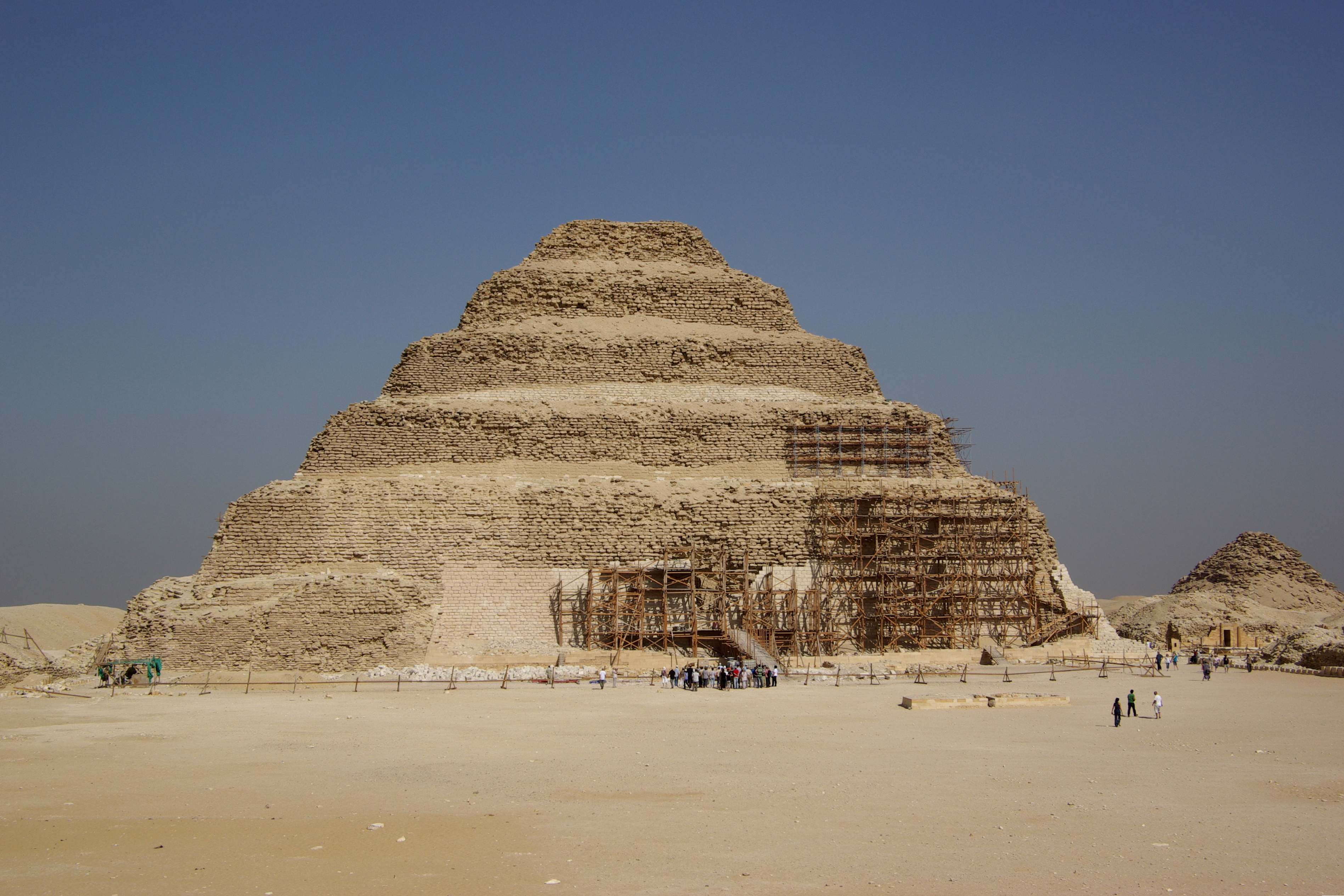
Ступінчата піраміда Джосера

Перша піраміда — ступінчата піраміда Джосера, побудована приблизно у 2670 році до нашої ери, нагадує кілька поставлених один на одну щораз менших по масштабу плит. Найімовірніше, саме таким був задум архітектора цієї піраміди, Імхотепа. Імхотеп розробив спосіб кладки з тесаного каменю. Згодом, єгиптяни глибоко шанували зодчого першої піраміди, і навіть убожествили його. Він вважався сином бога Пта, покровителя мистецтв і ремесел.
Сама піраміда Джосера розташована в Саккарі, неподалік від стародавнього Мемфіса. Її висота становить 62 метри.

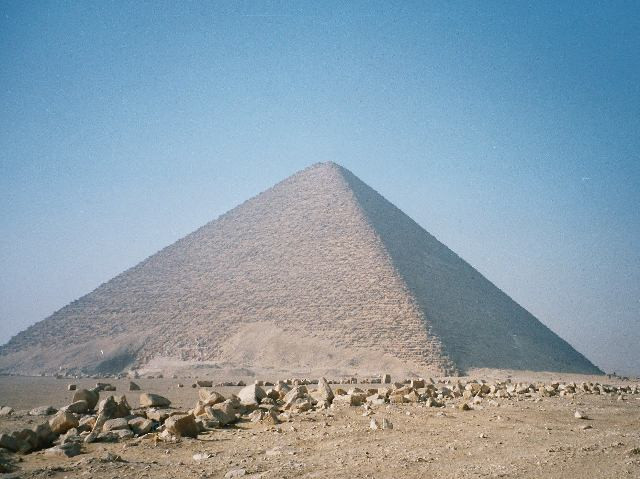
Червона піраміда Снофру

Фараон Снофру, батько Хеопса, побудував першу піраміду з рівними стінами — Червону піраміду.
Великими пірамідами називають розташовані в Гізі піраміди фараонів Хеопса (Хуфу), Хефрена і Мікерина. На відміну від піраміди Джосера, ці піраміди мають не ступеневу, а суворо геометричну, пірамідальну форму. Ці піраміди належать до періоду IV династії.
Найбільшою є піраміда Хеопса. Спочатку її висота становила 147 метрів, проте, через те, що нині відсутнє облицювання піраміди, її висота натепер зменшилася на 7,5 метрів. Довжина сторони піраміди — 230 метрів. Піраміда була побудована XXVII столітті до н. е. Припускають, що будівництво тривало 23 роки.

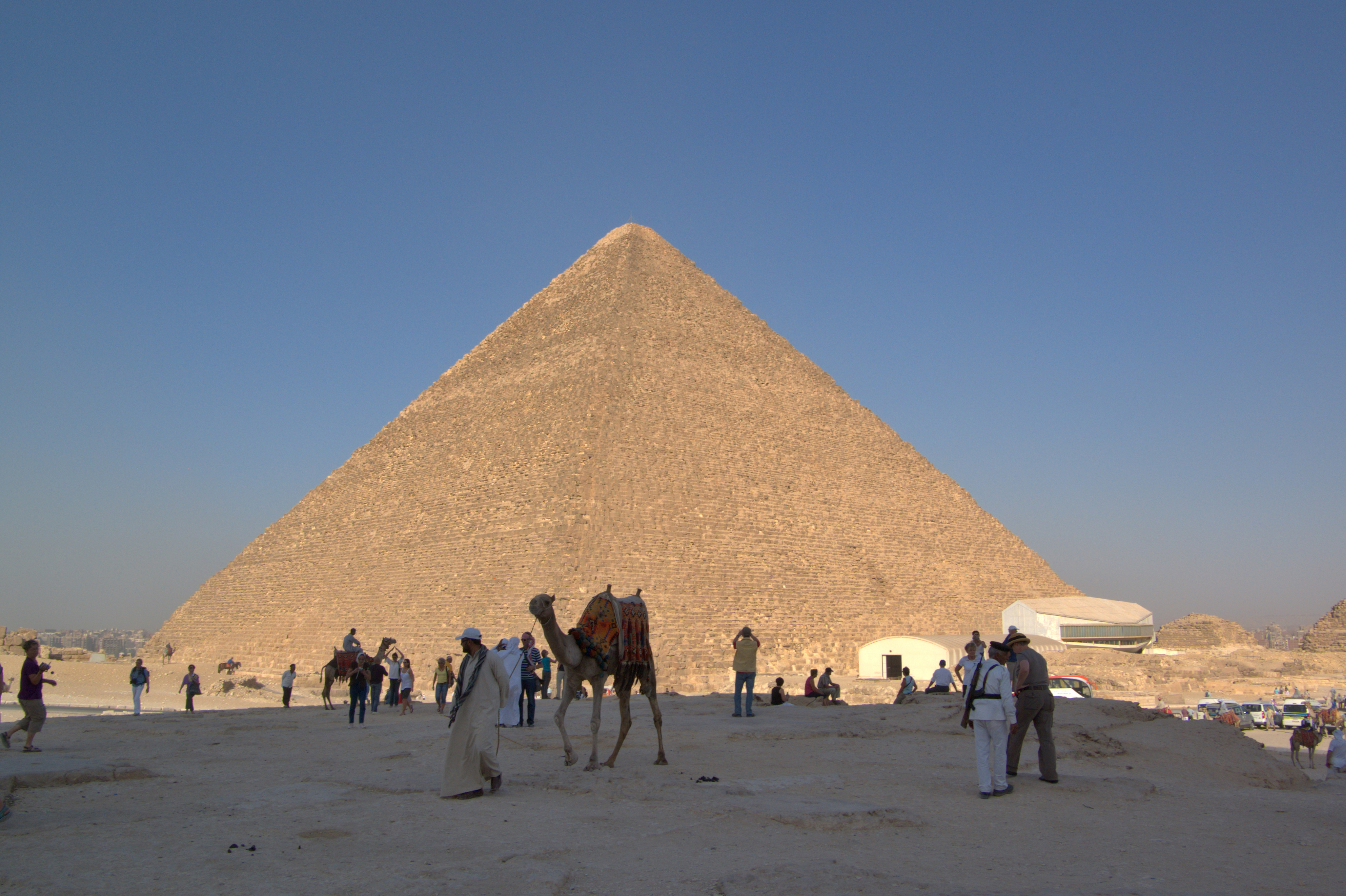
Велика піраміда Хеопса

Піраміда складена з 2,3 мільйона кам'яних блоків, які були підігнані один до одного з неперевершеною точністю. При цьому не використовували цемент чи інші сполучні речовини. Кожен блок важить 2 тонни. Піраміда є практично монолітним спорудженням — за винятком поховальної камери і провідних до неї коридорів, в піраміді практично немає внутрішнього простору.

## Пізні піраміди
З кінцем IV династії будівництво пірамід єгипетськими царями не припинилося, але їх розміри та якість виконання стали набагато меншими. Більшість з них на сьогодні нагадують піщані горби.

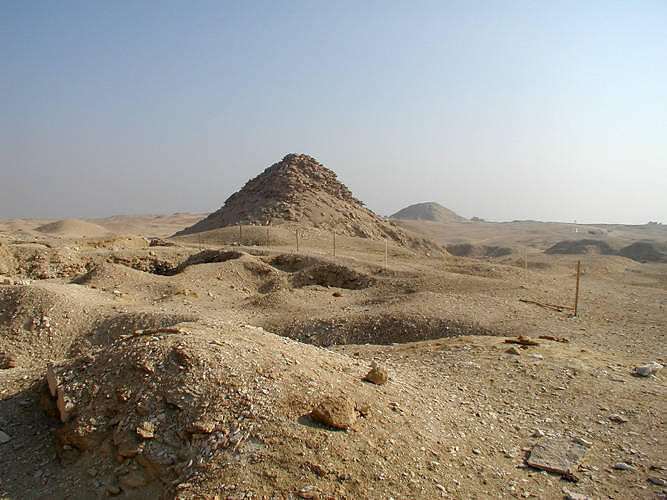
Пірамида Усеркафа в Саккарі. На задньому плані піраміда Теті I

Піраміди царів V—VI династій зберегли для нас стародавній звід поховальних текстів — так звані Тексти пірамід. Піраміди також будували царі і перехідного періоду (наприклад, Мерикара) і 11 династії (найвідоміша — Аменемхета III).

## Внутрішня конструкція пірамід
За конструкцією Єгипетські піраміди можна поділити на два класи:
1) Монолітичні споруди з підігнаних кам'яних блоків (піраміди Хеопса, Джосера та інші найбільші піраміди, що відносять до піка будівництва 4 династії). Ці піраміди мають доволі складну систему коридорів з кількома внутрішніми поховальними камерами. Входи в піраміду розміщувались на висоті кількох десятків метрів над землею. В деяких випадках вони були замасковані, але інколи й спеціально позначались шліфуванням частини плит облицювання.
2) Піраміди з каменю на будівельному розчині (Ранні піраміди та піраміди 6 та наступних династій) збереглись гірше, але також містять систему коридорів та поховальних камер.

## Технології будівництва пірамід
На думку Геродота, який першим докладно описав піраміди, на будівництві піраміди Хеопса було зайнято сто тисяч рабів, проте останні дані дозволяють поставити це під сумнів
Швидше за все, піраміди зводили селяни, вільні під час розливів Нілу від польових робіт. Спорудження пірамід було, певне, свого виду трудовою повинністю
За останні 20 років археологи відродили поселення, в якому жили будівельники піраміди. Воно було відокремлено від сакральної частини плато, де розташовані великі піраміди, стіною. У селі було дві хлібопекарні, сушильня для риби і навіть броварня.
Зі знайдених в поселенні будівельників написів і малюнків, можна припустити, що робітники працювали в командах, між якими навіть проводилося щось на кшталт «соціалістичного змагання». Кожною командою керував «виконроб».
Знайдені на цвинтарі цього поселення рештки померлих будівельників свідчать про те, що за життя вони займалися важкою фізичною працею.
Попри ці дані, сам спосіб будівництва піраміди до сьогодні лишається загадкою. Точно не відомо, наприклад, яким чином підіймалися на піраміду кам'яні блоки. Під час розкопок було виявлено стіни, що можуть бути підпорою для похилої площини, якою на піраміду підіймалися блоки, але оскільки розкопки на цьому місці все ще не завершено, поки що рано робити висновки.
Будівництво пірамід вимагало створення величезної супутньої інфраструктури. Одна тільки Піраміда Хеопса складається з близько 2 млн блоків (сумарно бл. 2,6 млн тонн). Якщо час будівництва піраміди становив 20 років, то в середньому в день монтувалось по 23 однотонних блоків, які доводилось підіймати на висоту.
Гранітні блоки перекриття камер мають масу десятків тон та були встановлені із зазорами меншими ніж 5 мм. Доставка таких вантажів з каменярень вимагала конструювання надзвичайно великих та міцних суден.
Видатний дослідник Давнього Єгипту археолог У. Фліндерс Пітрі, який одним з перших досліджував каменярські промисли єгиптян, дійшов висновку, що вже в ті далекі часи використовувалися прямі й кругові каменерізні пили, а також суцільні й порожнисті свердла, ріжучі кромки яких оснащували уламками особливо твердих каменів. У. Пітрі відмітив, що інструменти єгиптян для роботи з каменем майже не поступалися знаряддям кінця 19 ст., а різання граніту, базальту, діориту межувало з дивом.

## Піраміди в мистецтві
Піраміда Хеопса була знята у фільмі «Transformers 2».
Герой фантастичного роману Роджера Желязни «Цей безсмертний» домагається демонтажу Єгипетських пірамід, нібито для знімання фільму про їх створення.
Леся Українка. «Напис в руїні». Фотовізуалізація з аудіозаписом: https://www.youtube.com/watch?v=tlSdfMdFdOI [Архівовано 28 липня 2021 у Wayback Machine.]